# Konstantin Sergejewitsch Panow
Konstantin Sergejewitsch Panow (russisch Константин Сергеевич Панов; * 29. Juni 1980 in Tscheljabinsk, Russische SFSR) ist ein ehemaliger russischer Eishockeyspieler.      

## Karriere
Konstantin Panow begann seine Karriere als Eishockeyspieler in seiner Heimatstadt in der Nachwuchsabteilung des HK Traktor Tscheljabinsk, für dessen Profimannschaft er in der Saison 1997/98 sein Debüt in der Superliga gab. Anschließend spielte der Flügelspieler drei Jahre lang für die Kamloops Blazers, die ihn beim CHL Import Draft 1998 in der ersten Runde als 31. Akteur gezogen hatten, in der kanadischen Juniorenliga Western Hockey League. In diesem Zeitraum wurde er im NHL Entry Draft 1999 in der fünften Runde als insgesamt 131. Spieler von den Nashville Predators ausgewählt. Von 2001 bis 2003 spielte er allerdings ausschließlich für Nashvilles Farmteams, die Milwaukee Admirals aus der American Hockey League und die Toledo Storm aus der ECHL. 
Zur Saison 2003/04 kehrte Panow nach Russland zurück und unterschrieb einen Vertrag bei Amur Chabarowsk aus der Superliga. Nach einem Jahr verließ er die Mannschaft wieder und schloss sich seinem Heimatverein HK Traktor Tscheljabinsk an, der in der Zwischenzeit in die zweitklassige Wysschaja Liga abgestiegen war. Als Zweitligameister stieg er mit der Mannschaft in der Saison 2005/06 in die Superliga auf, wechselte jedoch innerhalb der Superliga zum HK Lada Toljatti. Beim HK Lada stand er in den folgenden dreieinhalb Jahren zunächst in der Superliga und ab der Saison 2008/09 in der neu gegründeten Kontinentalen Hockey-Liga unter Vertrag. Im Laufe der Saison 2009/10 wurde der Linksschütze vom HK Dynamo Moskau verpflichtet. 
Nachdem der HK Dynamo Moskau 2010 mit dem HK MWD Balaschicha fusionierte, ging er zur Saison 2010/11 zum SKA Sankt Petersburg. Nach einem Jahr für den Armeeklub kehrte er im Juni 2011 zu seinem Heimatverein zurück.
Seit Juli 2015 stand Panow beim HK Jugra Chanty-Mansijsk unter Vertrag. In der Saison 2018/19 ließ er seine Karriere beim HSC Csíkszereda in der Ersten Liga ausklingen.

## Erfolge und Auszeichnungen
- 2006 Meister der Wysschaja Liga und Aufstieg in die Superliga mit dem HK Traktor Tscheljabinsk

## Statistik
(Stand: Ende der Saison 2017/18)